# Урняково
Урня́ково (рос. Урняково, башк. Үрнәк) — присілок у складі Ілішевського району Башкортостану, Росія. Входить до складу Дюмеєвської сільської ради.
Населення — 119 осіб (2010; 141 у 2002).
Національний склад:
- башкири — 98 %